# Fosby
Fosby is een plaats in de Noorse gemeente Aremark, fylke Østfold. Fosby telt 299 inwoners (2007) en heeft een oppervlakte van 0,31 km².